# Christopher Campbell (Ringer)
Christopher Campbell (* 21. September 1954) ist ein ehemaliger US-amerikanischer Ringer.

## Werdegang
Chris Campbell begann seine Ringerlaufbahn an der High School in Westfield, New Jersey. Danach studierte er an der University of Iowa und setzte dort das Ringen fort. Er entwickelte sich unter den Trainern Dan Gable und Gary Kurdelmeier zu einem hervorragenden Freistilringer. 1976 und 1977 wurde er NCAA (US-amerikanischer Hochschul-Sportverband) Division I All-American Champion (US-amerikanischer Studentenmeister) im Mittelgewicht, nachdem er 1975 schon den zweiten Platz belegt hatte. Seine erste USA-Meisterschaft gewann er 1983, ebenfalls im Mittelgewicht.
Seine internationale Ringerlaufbahn begann schon früher, nämlich 1977 mit einem fünften Platz bei der Weltmeisterschaft in Lausanne. Dort musste er unter anderem auch von Adolf Seger aus der BRD eine Niederlage einstecken. 1978 und 1979 kam er zu keinem internationalen Einsatz. 1980 qualifizierte er sich als Sieger der Trials für die Olympischen Spiele in Moskau. Der Olympiaboykott der USA verhinderte seinen Start.
Im Jahr 1981 feierte er dann bei der Weltmeisterschaft in Skoplje den größten Erfolg seiner Ringerlaufbahn. Er wurde Weltmeister im Mittelgewicht. Im Endkampf besiegte er Efraim Kamberow aus Bulgarien nach Punkten. Von 1982 bis 1984 war er häufig verletzt und konnte sich in diesen Jahren nicht für die Weltmeisterschaften qualifizieren. Der Vertreter der USA in jenen Jahren war Mark Schultz, der 1984 auch Olympiasieger im Mittelgewicht wurde. 
Chris Campbell trat nach 1984 vom aktiven Wettkampfgeschehen zurück und arbeitete als Assistenztrainer für Ringen an den Universitäten Iowa, Iowa State, Cornell und Syracuse. 1989 startete er mit fast 35 Jahren ein Comeback bei den „Sunkist Kids“, das ihm voll gelang. Bei den Weltmeisterschaften 1990 in Tokio war er wieder am Start und wurde Vizeweltmeister. Im Finale unterlag er Maharbeg Kadarzew aus der Sowjetunion. Auch bei der Weltmeisterschaft 1991 kämpfte er sehr gut, kam aber mit dem fünften Platz nicht in die Medaillenränge. Dabei hatte er sich mit einem Sieg über Maharbeg Kadarzew beste Voraussetzungen für den Titelgewinn geschaffen, die er aber durch eine Niederlage gegen den Kubaner Roberto Limontas wieder verspielte.
Einen schönen Abschluss seiner 15-jährigen Karriere feierte er bei den Olympischen Spielen 1992 in Barcelona mit dem Gewinn der Bronzemedaille.
Nach den Olympischen Spielen 1992 beendete er seine Laufbahn als aktiver Ringer endgültig. Er engagierte sich danach weiterhin intensiv für den Sport, war in führender Position im US-amerikanischen Ringerverband, im US-amerikanischen Olympischen Komitee und im US-amerikanischen Box-Verband tätig.
Zurzeit arbeitet er als Anwalt einer Handelsgesellschaft und engagiert sich in der United States Anti-Doping Agency im Kampf gegen Doping.
Die Ergebnisse der Meisterschaften und einiger anderer Turniere, an denen er teilnahm, sind aus den folgenden Abschnitten zu ersehen.

## Internationale Erfolge
(OS = Olympische Spiele, WM = Weltmeisterschaft, F = Freistil, Mi = Mittelgewicht, Hs = Halbschwergewicht, damals bis 82 bzw. 90 kg Körpergewicht)
- 1977, 5. Platz, WM in Lausanne, F, Mi, mit Siegen über Richard Deschatelets, Kanada, Hassan Mohebbi, Iran und Akira Suzuki, Japan und Niederlagen gegen Magomed Arakilow, UdSSR und Adolf Seger, BRD;
- 1981, 1. Platz, World-Cup-Turnier in Toledo/USA, F, Mi, vor Grigori Danko, UdSSR und Mohamed Al Ashram, Ägypten;
- 1981, 1. Platz, WM in Skoplje, F, Mi, mit Siegen über Alolo Ortelli, Italien, István Kovács, Ungarn, Leszek Ciota, Polen, Danko, Günter Busarello, Österreich und Efraim Kamberow, Bulgarien;
- 1981, 1. Platz, World-Super-Championship in Nagoya, F, Mi, vor Akiro Ohta, Japan und Ismail Abilow, Bulgarien;
- 1984, 1. Platz, World-Cup-Turnier in Toledo/USA, F, Mi, vor Vesko Manow, Bulgarien und Wladimir Modossian, UdSSR;
- 1990, 2. Platz, WM in Tokio, F, Hs, hinter Maharbeg Kadarzew, UdSSR und vor Mohebbi, Ludwig Schneider, BRD, Rumen Alabakow, Bulgarien und Kenan Şimşek, Türkei;
- 1991, 2. Platz, Pan American Games, F, Hs, hinter Roberto Limontas, Kuba und vor Gregory Edgelow, Kanada;
- 1991, 1. Platz, World-Cup-Turnier in Toledo/USA, F, Hs, vor Sergej Kowalewski, UdSSR und Wilfredo Morales, Kuba;
- 1991, 5. Platz, WM in Varna, F, Hs, hinter Kadarzew, Iraklios Descoulidis, Griechenland, Limontas und Alabakow und vor Simsek und Abbas Jadidi, Iran;
- 1992, Bronzemedaille, OS in Barcelona, F, Hs, hinter Kadarzew und Simsek und vor Puntsep Sukhbar, Mongolei, Ayub Banynosvat, Iran und Limontas;
- 1993, 3. Platz, World-Cup-Turnier in Chattanooga, F, Hs, hinter Vitali Gizojew, Russland und Limontas und vor Alf Wurr, Kanada

## USA-Meisterschaften
Chris Campbell wurde in den Jahren 1983, 1990 und 1991 US-amerikanischer Meister im Mittel- bzw. Halbschwergewicht, Freistil.